# Wiesneria filifolia
Wiesneria filifolia är en svaltingväxtart som beskrevs av Joseph Dalton Hooker. Wiesneria filifolia ingår i släktet Wiesneria och familjen svaltingväxter. Inga underarter finns listade.